# Маткова кровотеча
Метрорра́гія, або Маткова кровотеча — надмірні тривалі кровотечі при нерегулярних інтервалах між менструаціями. Хронічна меноррагія — щомісячна маткова кровотеча, яка спостерігається впродовж тривалого періоду (роки). Кровотечу можуть обумовлювати різні гінекологічні захворювання, патології вагітності, пологів та раннього післяпологового періоду. Значно рідше кровотеча зі статевих шляхів жінки буває пов'язана із травмою або захворюваннями системи крові та інших систем.

## Дисфункційні кровотечі
Дисфункційні маткові кровотечі — патологічний процес, що виникає в результаті порушень функцій органів, що регулюють менструальний цикл, або є результатом інших захворювань. Виділяється три типи дисфункціональних маткових кровотеч:
- кровотечі пубертатного періоду;
- кровотечі репродуктивного періоду;
- кровотечі клімактеричного та постменопаузального періоду.

## Акушерські кровотечі
Акушерські кровотечі що виникають під час вагітності, при пологах, в післяпологовому та ранньому післяпологовому періоді. Особливості акушерських кровотеч:
- масивність і раптовість їх появи;
- особливості патофізіологічних змін в організмі вагітних жінок призводять до швидкого виснаження компенсаторно-захисних механізмів, особливо у вагітних з ускладненим перебігом пологів, пізнім гестозом;
- гострий дефіцит об'єму циркулюючої крові (ОЦК), порушення серцевої діяльності, анемічна і циркуляторна форми гіпоксії;
- нерідко виникає небезпека розвитку розгорнутої картини синдрому дисемінованого внутрішньосудинного згортання (ДВЗ) і масивної кровотечі.